# Tramways d'Ille-et-Vilaine
Les Tramways d'Ille-et-Vilaine (TIV) sont une ancienne compagnie de chemin de fer secondaire implantée en Ille-et-Vilaine, en activité de la fin du XIXe au milieu du XXe siècle.
Le réseau à voie métrique totalisait jusqu'à 510 km de voies à son apogée. Le centre du réseau était situé à Rennes.

## Histoire
La concession d'un réseau de trois lignes autour de Rennes est attribuée en 1896 à la Société Française de Chemins de Fer à Voie étroite représentée par Monsieur Faliès. Ce dernier crée une nouvelle société La Compagnie des Tramways à Vapeur d'Ille-et-Vilaine qui devient concessionnaire du réseau.

## Infrastructure

### Liste des lignes
Premier réseau :

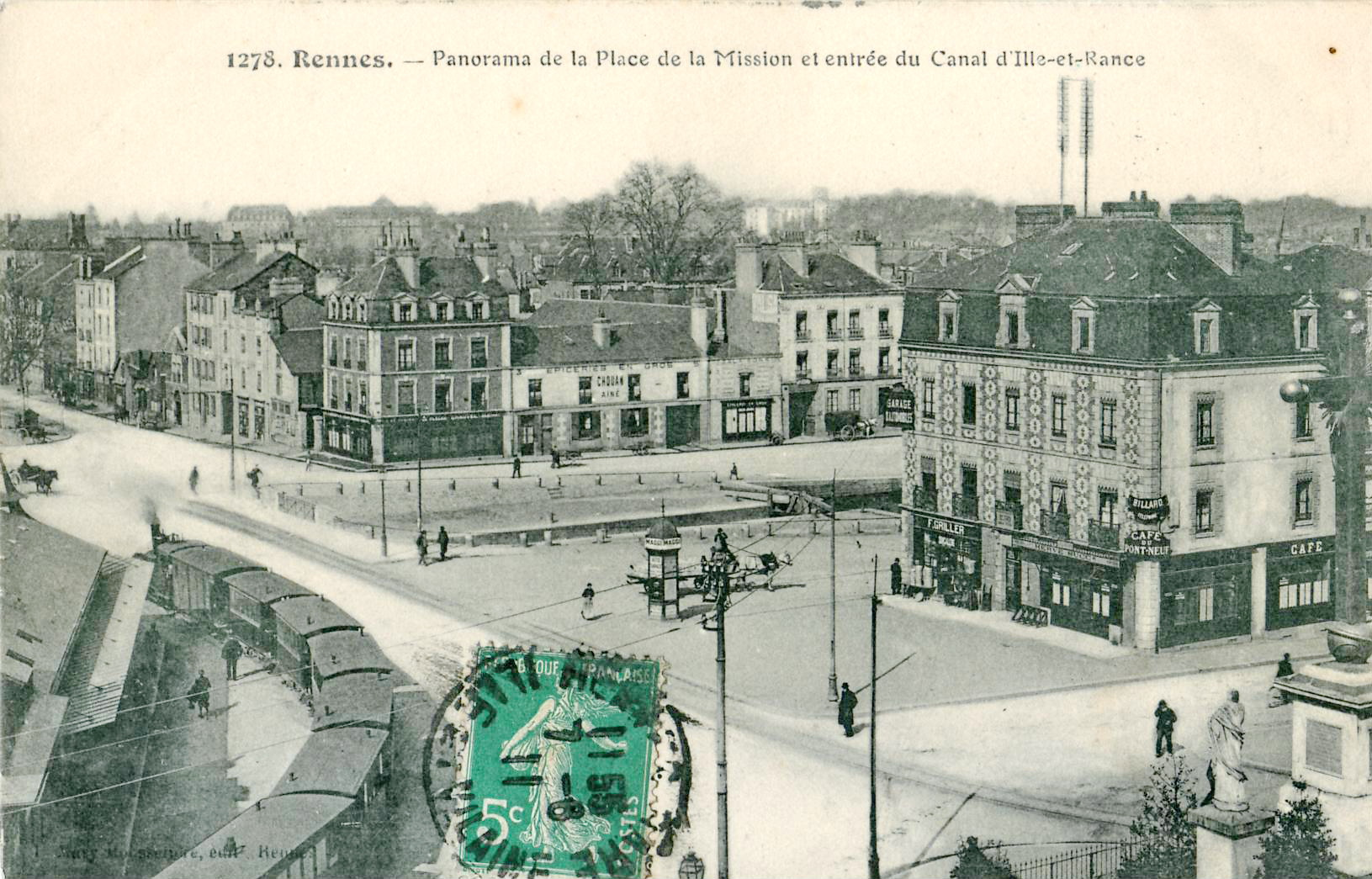
La gare de la Croix-de-Mission à Rennes, cœur du réseau.
On voit, à gauche du cliché, le toit du bâtiment de la gare et un long train sur une voie en forte courbe

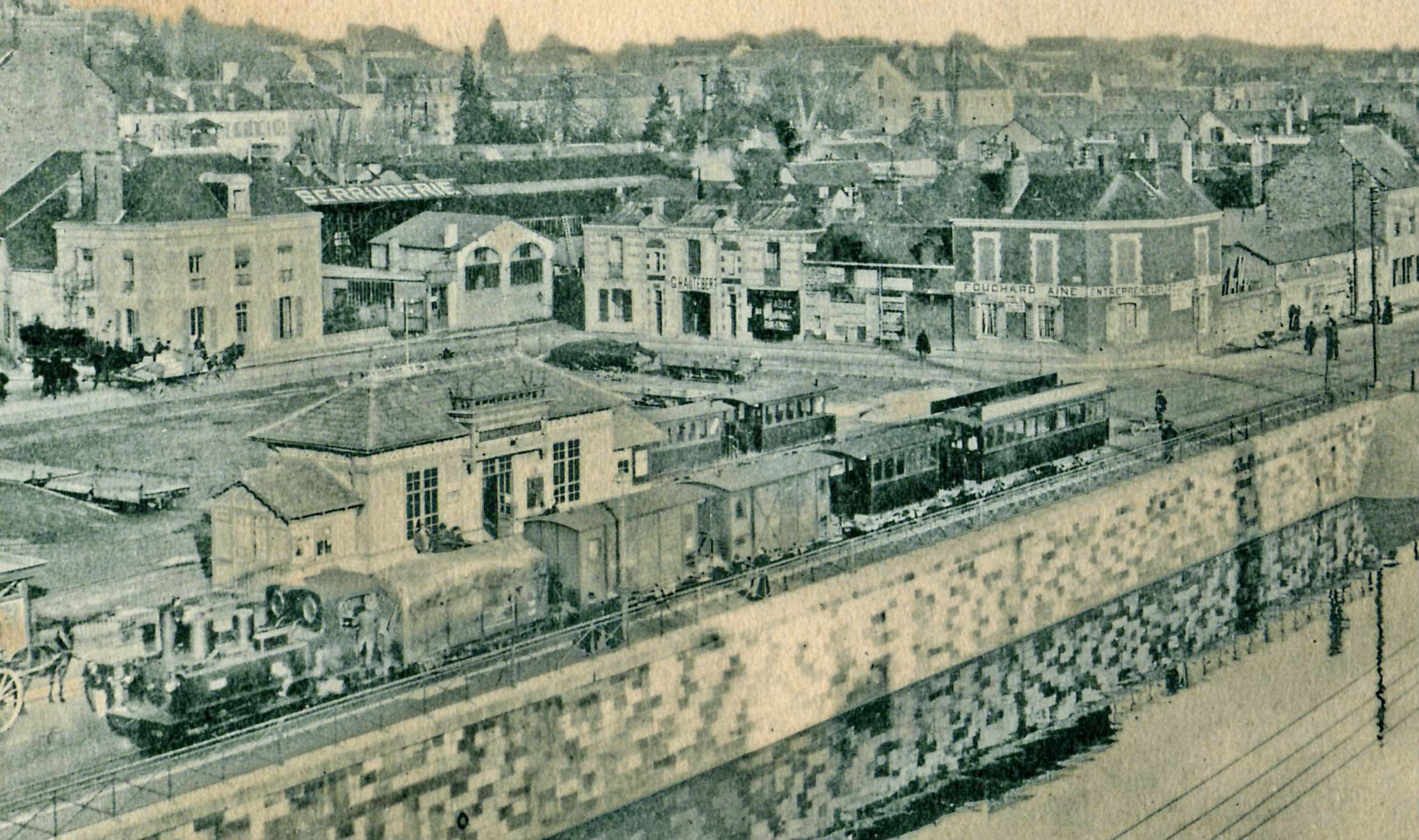
La gare de Rennes-Viarmes, au tout-début du XX
Noter le train mixte, tracté par une locomotive-tender, composé de trois wagons et deux voitures

- Rennes-Mail - Liffré - Fougères (50 km), (1897 - 1948)
- Rennes-Mail - Plélan-le-Grand (35 km), (1898 - 1948)
- Rennes - La Guerche-de-Bretagne (49,9 km), (1898?? - 1947), ouverte :
  - de Châteaugiron à Piré le 1er février 1903[2],
  - de Piré à La Guerche-de-Bretagne, le 9 juin 1904[3].

Deuxième réseau :
- Rennes (Croix-Mission) - La Mézière - Saint-Malo (79 km), (1901 - 1950)
- La Mézière - Bécherel embranchement (23 km), (1902 - 1947)
- Liffré - Sautoger - Sens - Antrain (18 km), (30 novembre 1903[2] - 1937)
- La Mi-Forêt (Rennes) - Sautoger (19 km), (1905 - 1937)
- Sens - Pleine-Fougères (26,9 km), (1905 - 1937)
- Rennes - Grand-Fougeray (64 km), (1910 - 1937)
- Bréal-sous-Montfort - Redon (72 km), (1912 - 1937)
  - Bréal-sous-Montfort - Pipriac
  - Pipriac-Redon
- Plélan-le-Grand - Redon : Déclaration d'utilité publique et concession aux Tramways d'Ille-et-Vilaine par décret du 16 décembre 1908[4].
  - Plélan-le-Grand - Guer (18 km), (6 juin 1913[5] - 31 août 1948[6])
  - Guer - Redon (42 km), (1924 - 1937)

### Ouvrages d'art
Il n'y avait que peu d'ouvrages d'art sur le réseau, le tramway empruntant des ponts routiers. On trouve néanmoins un pont sur le réseau TIV, qui franchit l'Aff entre La Chapelle-Gaceline et Sixt-sur-Aff.

## Exploitation

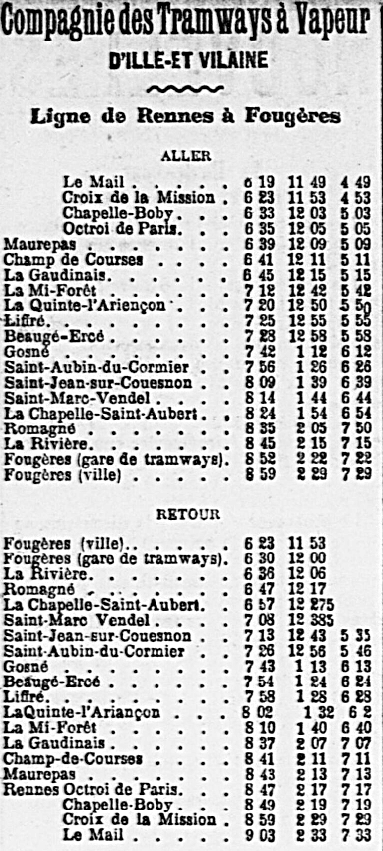
Tramways d'Ille-et-Vilaine ː horaire des tramways sur la ligne de Rennes à Fougères en 1899-1900.
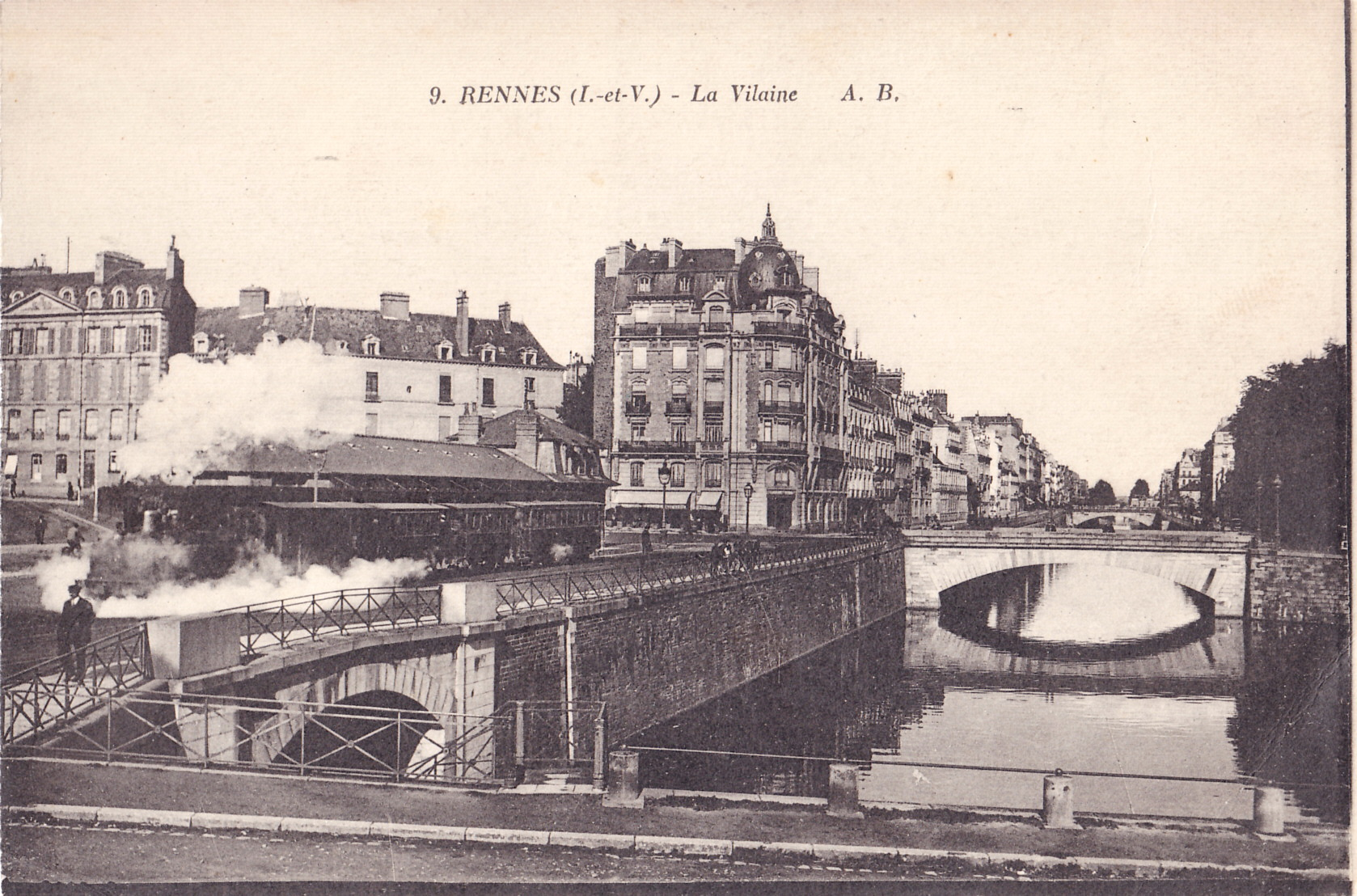
Train au départ à la gare de la Croix-de-Mission à Rennes
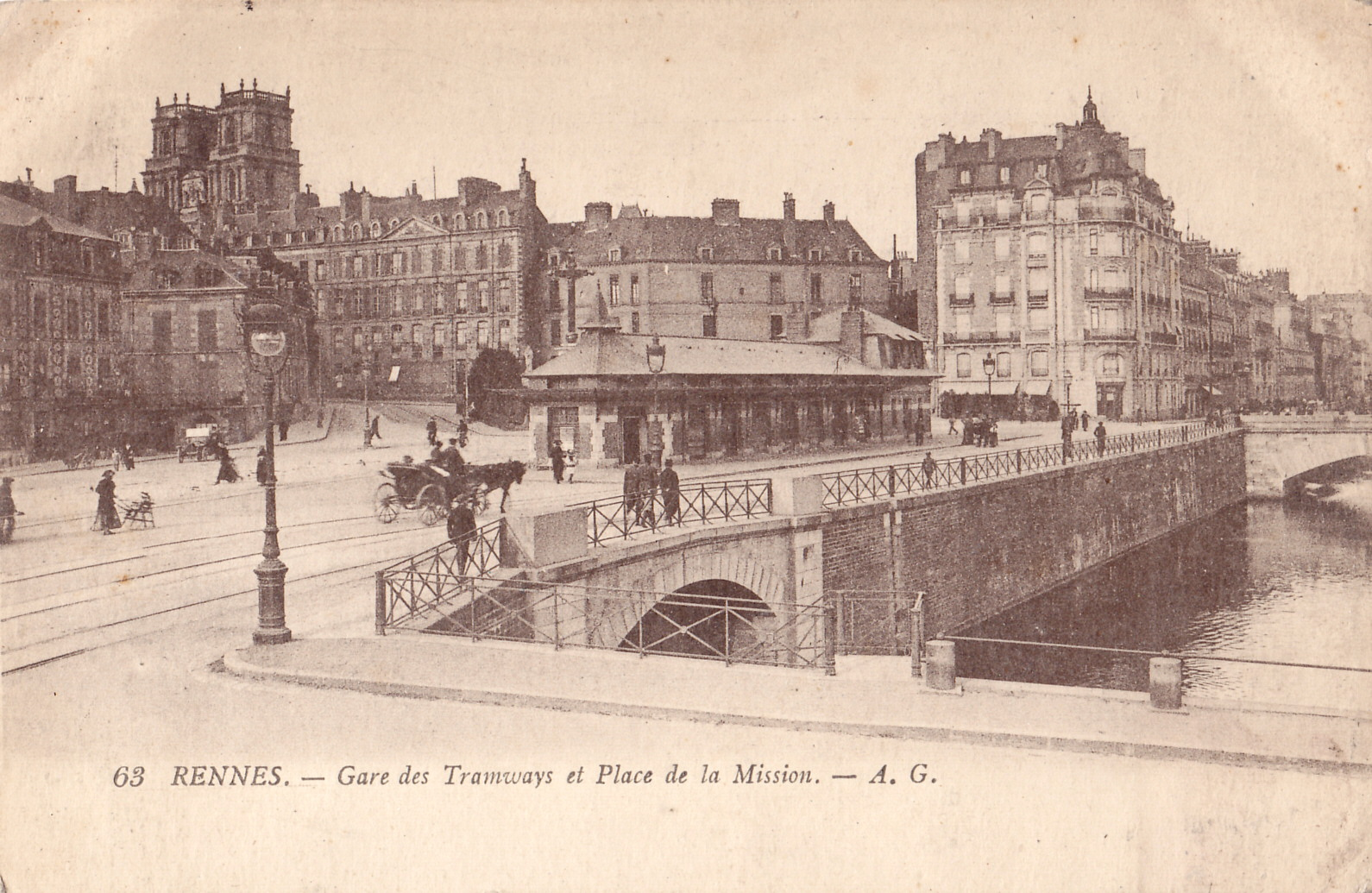
La gare de la Croix-de-Mission
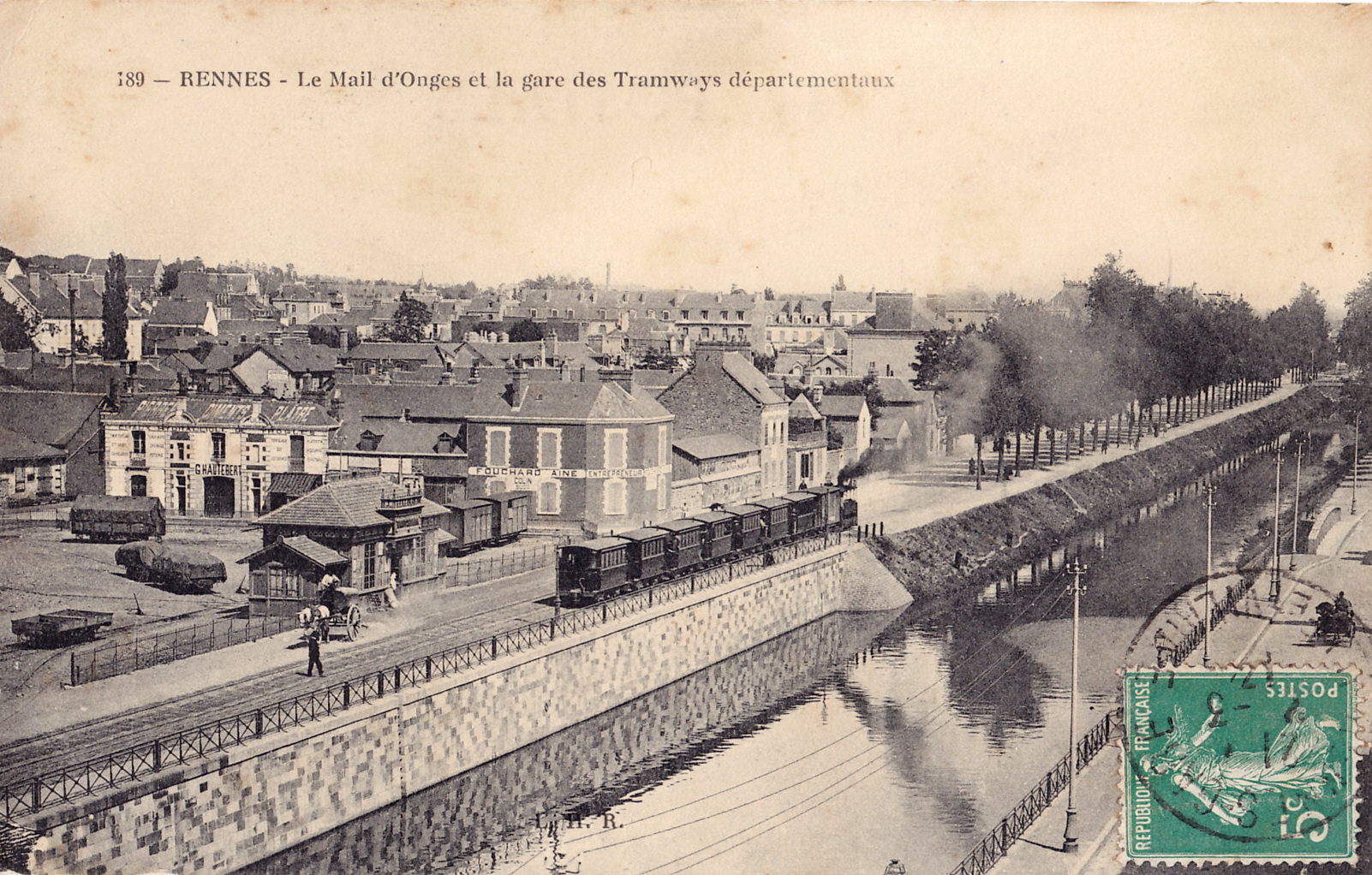
La gare du mail d'Onges - Viarmes à Rennes.
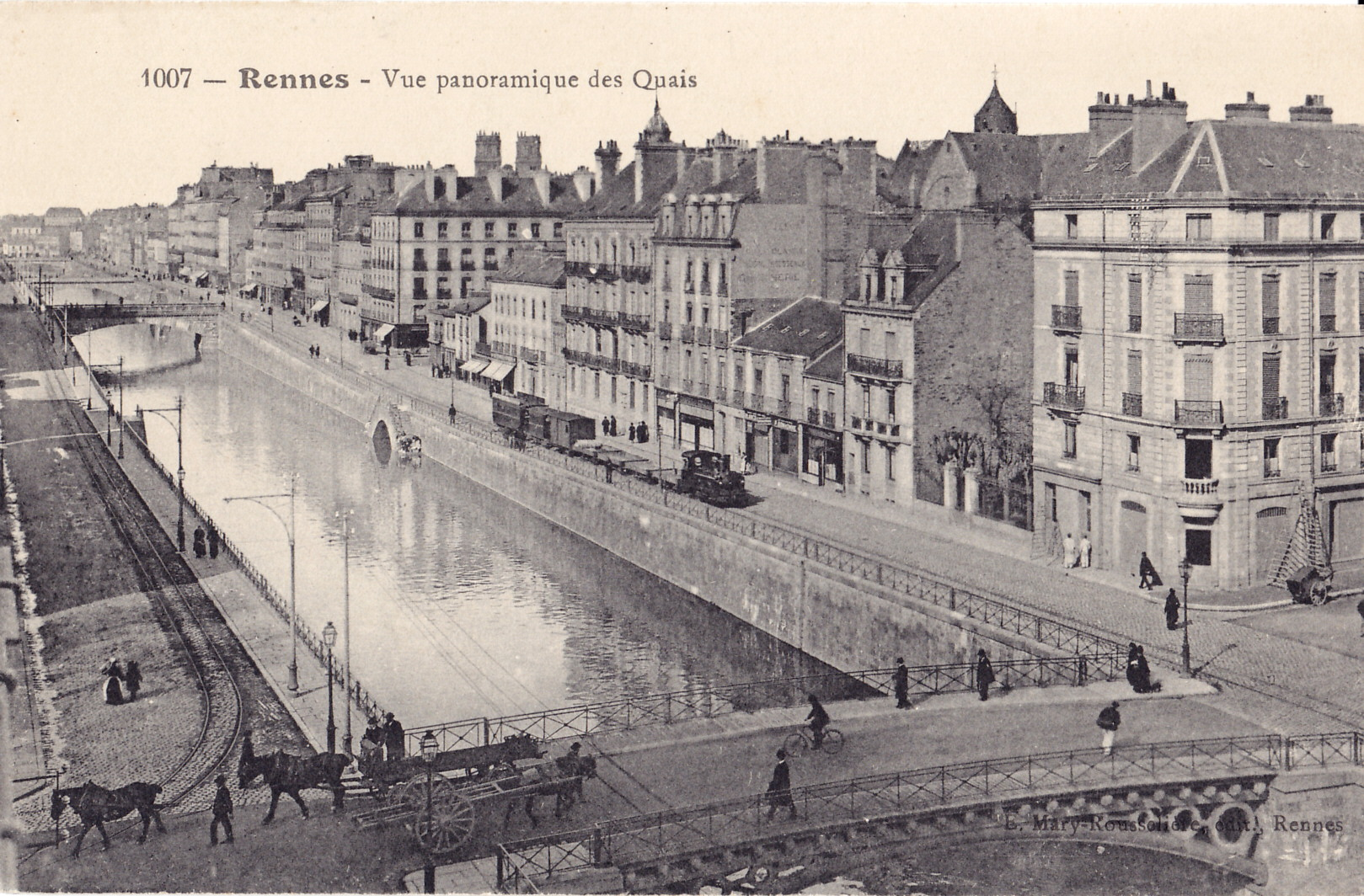
Train mixte sur les quais de Rennes.
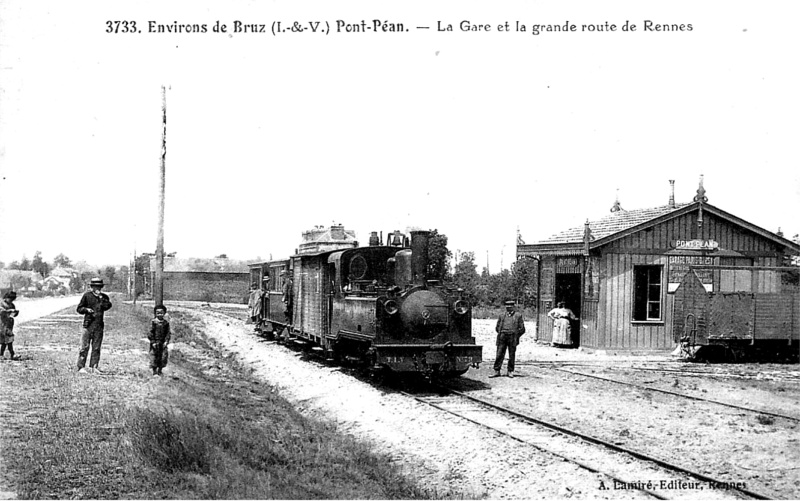
train en gare de Pont Péan
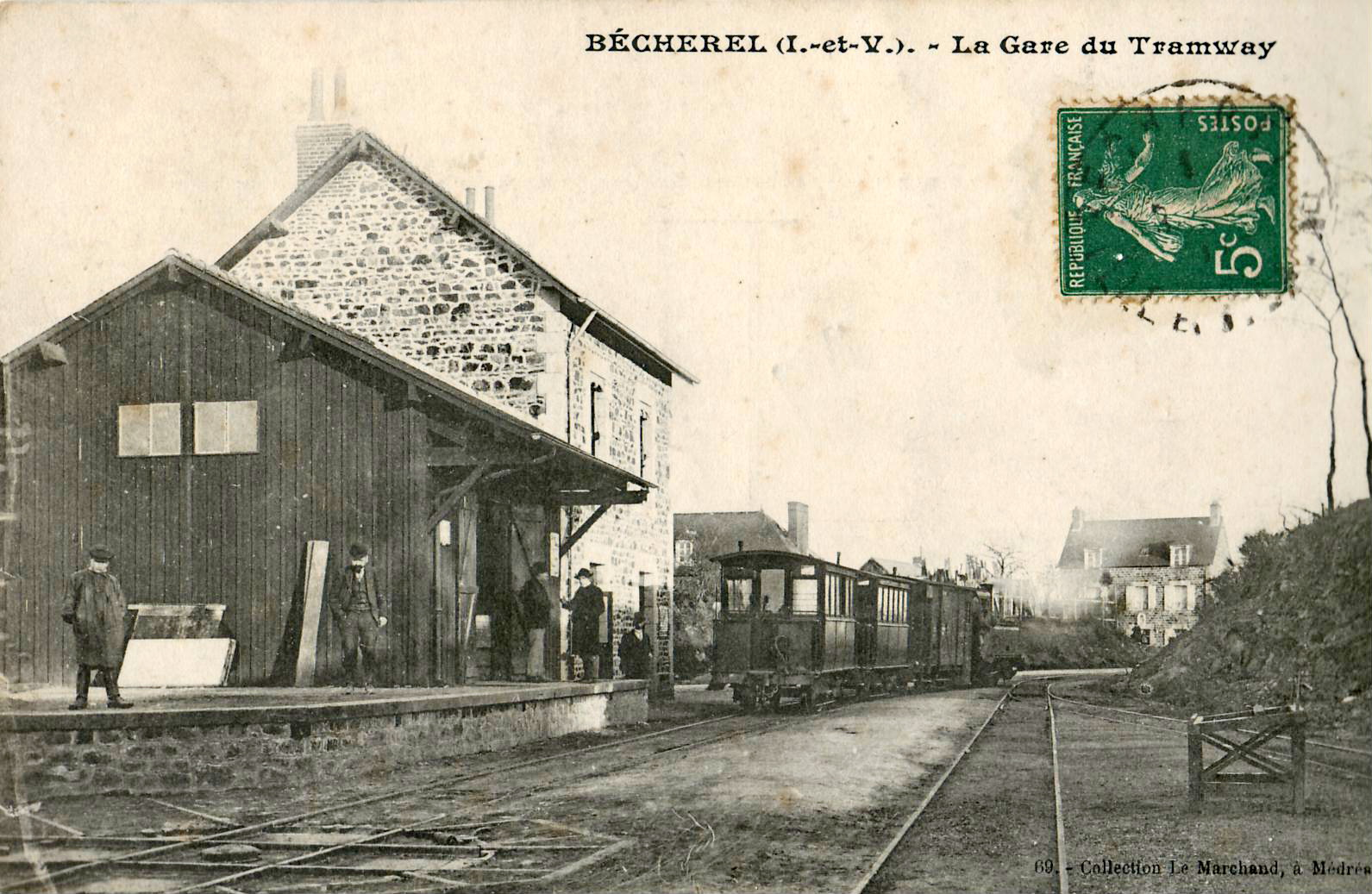
La gare de Bécherel, terminus de l'embranchement qui débutait à La Mézière, sur la ligne Rennes - Saint-Malo.
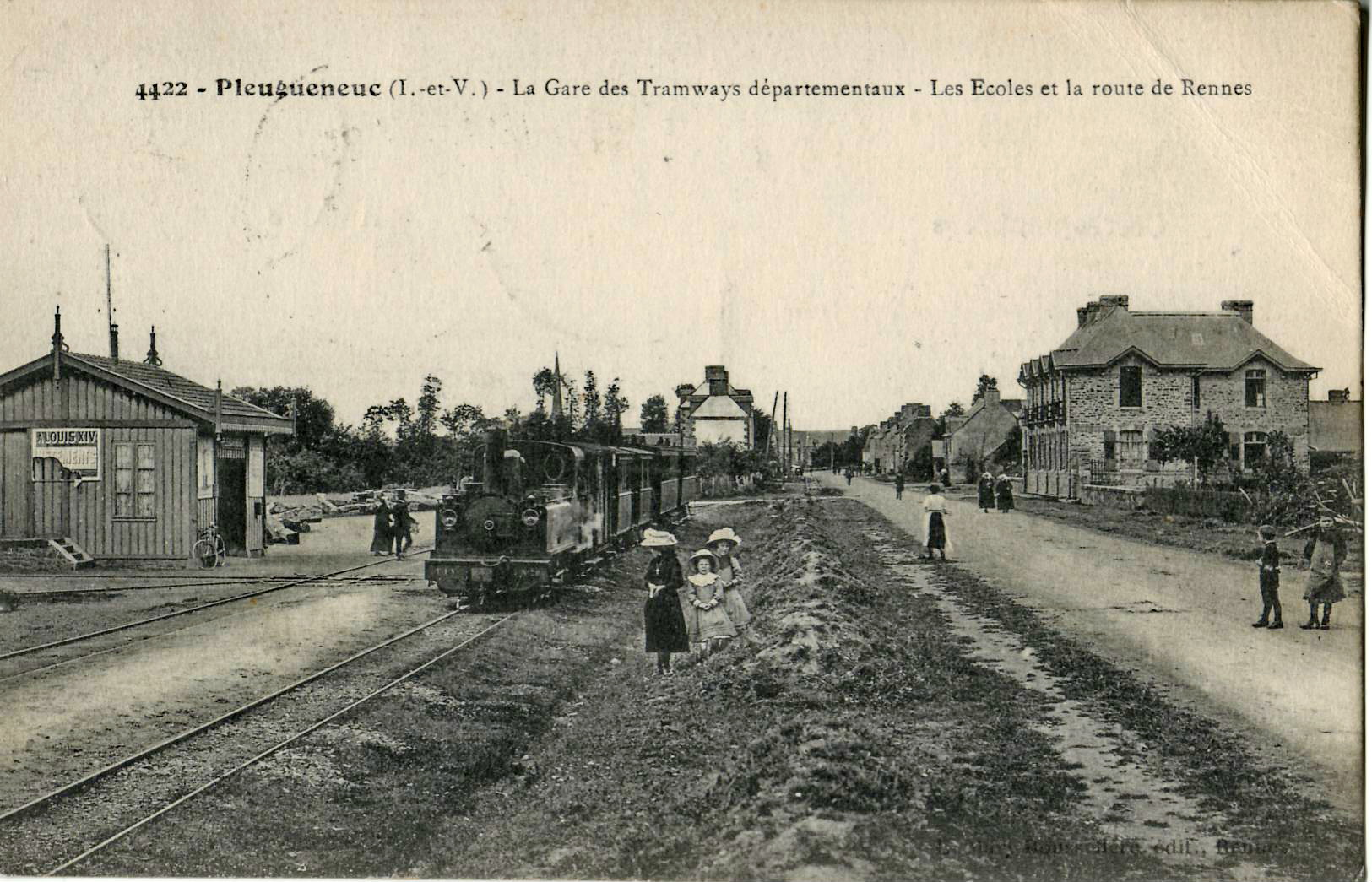
La gare de Pleugueneuc, sur la ligne Rennes - Saint-Malo.
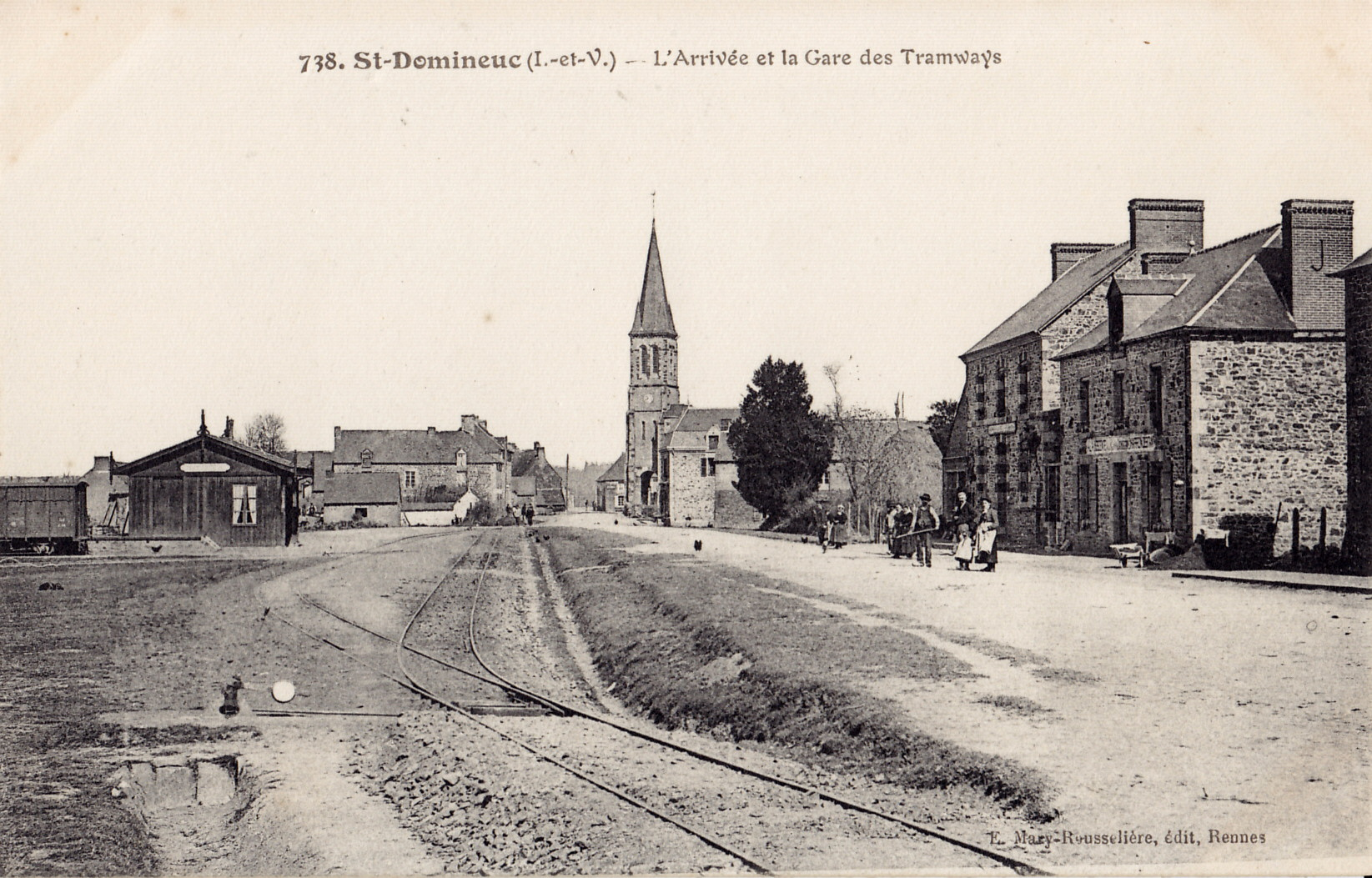
La station de Saint-Domineuc, avant la Première Guerre mondiale, sur la même ligne.
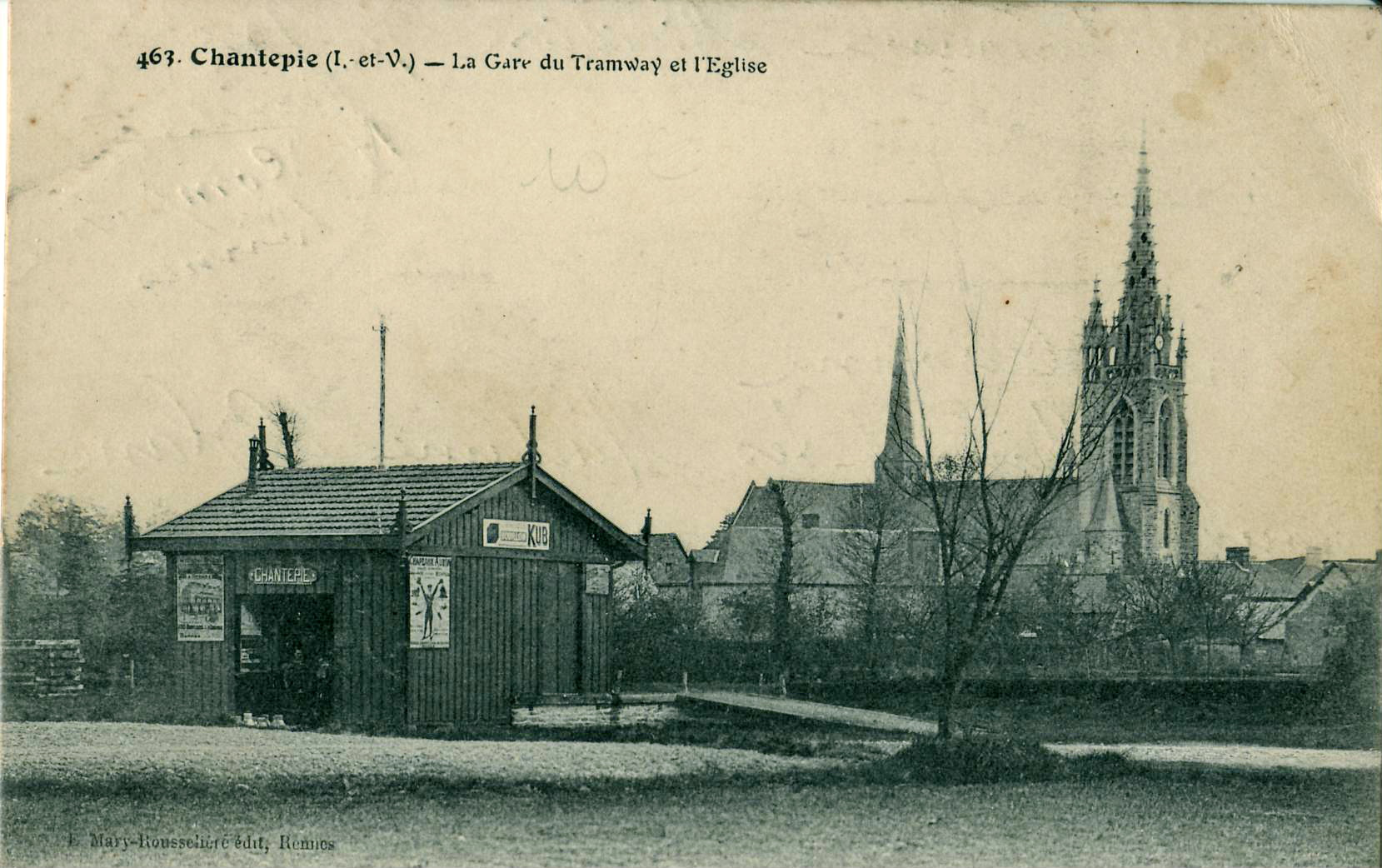
La station de Chantepie.

## Matériel roulant

### Locomotives à vapeur

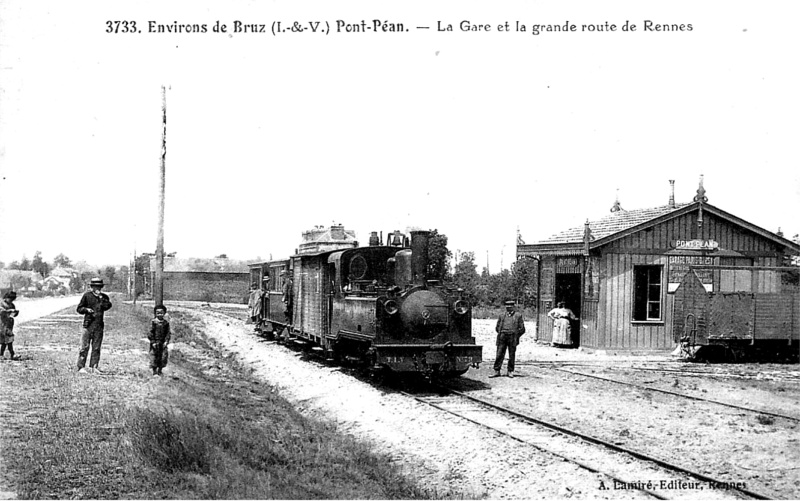
Locomotive Corpet Louvet série 70 à 91 en gare de Pont Péan

- N°1 à 12, type 030t, livrées en 1897 et 1898  par Blanc-Misseron bi-cabine, poids à vide 12,8t
- N°51 à 69, type 030t, livrées de 1901 à 1902 par Corpet-Louvet, poids à vide 15t
- N°70 à 91, type 030t, livrées de 1908 à 1914 par Corpet-Louvet, poids à vide 16t
- N°101 à 104, type Mallet 020-020, livrées en 1897 par Corpet-Louvet, poids à vide 17t
- N°201 à 202, type 040t, livrées en 1931 par  Corpet-Louvet, poids à vide 25t

### Voitures à voyageurs
- Voitures à 2 essieux

N° AB 1 à 18, voitures mixtes 1re-2e classe
N° B 1 à 100, voitures de 2e classe: 100 unités
- Voitures à bogies

N° AB 101 à 119, voitures mixtes 1re-2e classe: 19 unités
N° B 101 à 110, voitures de 2e classe: 10 unités

### Autorails
| Illustration | Modèle ou type   | N/O* | Nombre | Numéros  | En service provenance si occasion | Hors service destination             | Remarques |
| ------------ | ---------------- | ---- | ------ | -------- | --------------------------------- | ------------------------------------ | --------- |
|              | De Dion-Bouton   | N    | 5      | AM 1-5   | 1924                              |                                      |           |
|              | SCF Verney       | N    | 3      | AM 10-12 | 1932                              |                                      |           |
|              | Billard A 150 D1 | N    | 6      | AM 20-25 | 1935                              | RB                                   |           |
|              | Billard A 150 D6 | N    | 3      | AM 26-28 | 1947                              | 1951 ou 1952 26-27 CGVFIL 1952 28 RB |           |
| N            | Billard A 150 D6 | 1    | AM 21  |          | 1952 RB                           |                                      |           |

* neuf ou d'occasion.

### Remorques d'autorails
| Illustration | Modèle ou type | N/O* | Nombre | Numéros  | En service provenance si occasion | Hors service destination | Remarques |
| ------------ | -------------- | ---- | ------ | -------- | --------------------------------- | ------------------------ | --------- |
|              | SCF Vernay     | N    | 5      | R 1-5    | 1932                              |                          | 1 essieu  |
|              | De Dion-Bouton | N    | 1      | R 10     | 1924                              |                          | 2 essieux |
|              | Billard R 210  | N    | 3      | RL 21-23 | 1938                              | 1951 ou 1952CGVFIL       |           |

* neuf ou d'occasion.

### Wagons de marchandises
- Wagons couverts

K 1 à 31
KF 101 à 112
K 201 à 210
KF 301 à 304
- Wagons tombereaux

L 1 à 51
LF 101 à 114
L 234 à 238
- Wagons plats

M 1 à 64
MF 101 à 137
M 201 à 206
MF 301 à 303
- Wagons plats à traverse mobile

MT 1 à 8
MTF 101 à 104

## Installations et matériels préservés

### Gares préservées
La gare de Saint-Grégoire existe toujours, elle est située au 10-12 rue du Général-de-Gaulle,.
La gare du mail à Rennes a été démolie en mai 2009, elle était située au 1 mail François-Mitterrand, juste à côté de la maison éclusière,.
Il reste encore le château d'eau de l'ancienne halte de Sautoger, le long de la D175 à proximité de la commune de Sens-de-Bretagne.
La gare de Sens-de-Bretagne existe toujours, le bâtiment à 2 niveaux a été annexé à la poste, qui elle-même fut construite sur le terrain de l'ancienne gare ; elle est située place de la Gare. La rue de la poste correspond à la plateforme de l'ancienne voie.
Il est également encore possible de voir l'ancienne gare TIV de La Guerche-de-Bretagne.

### Matériel roulant préservé

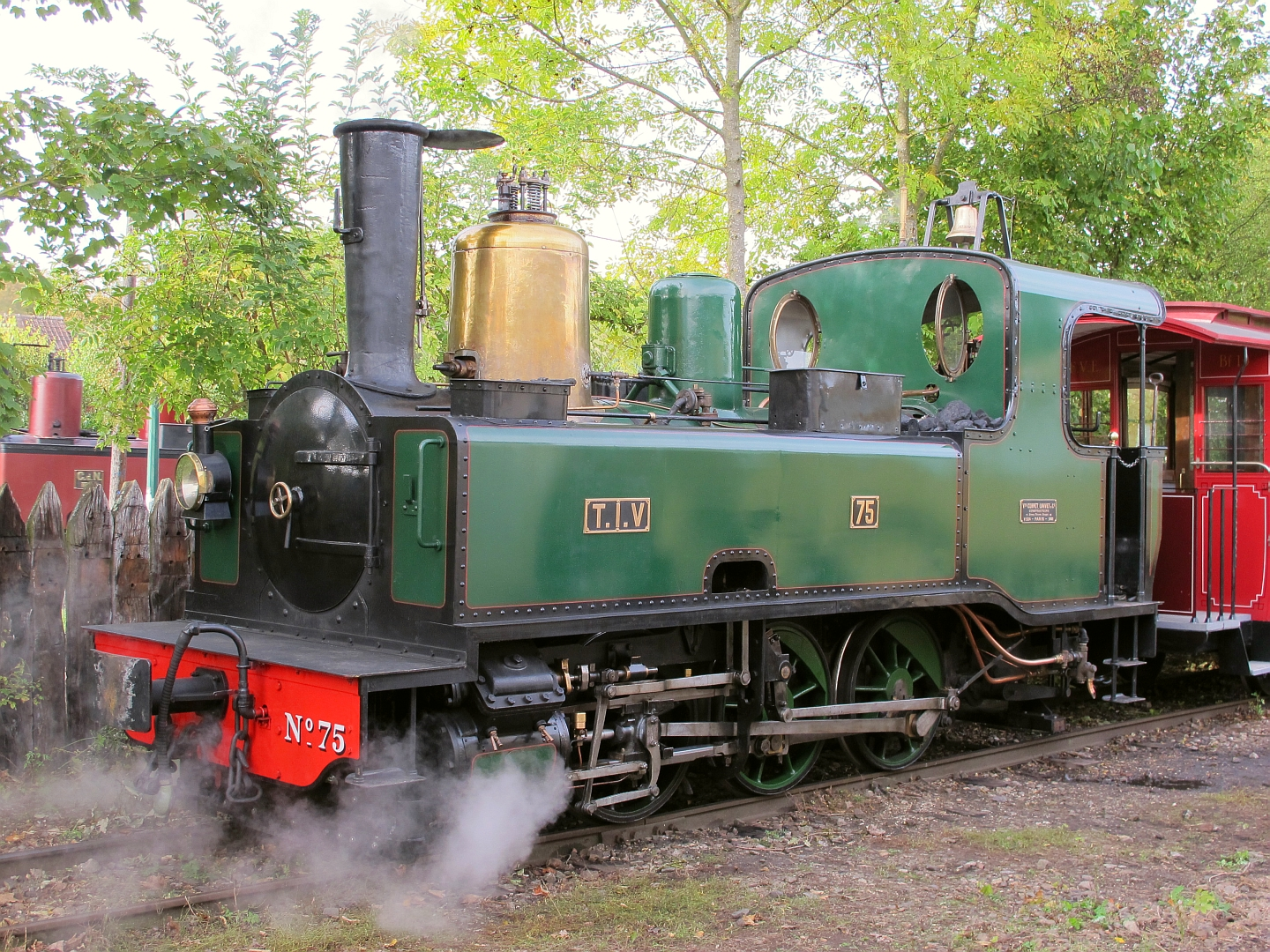
La 030T no 75 Corpet-Louvet.

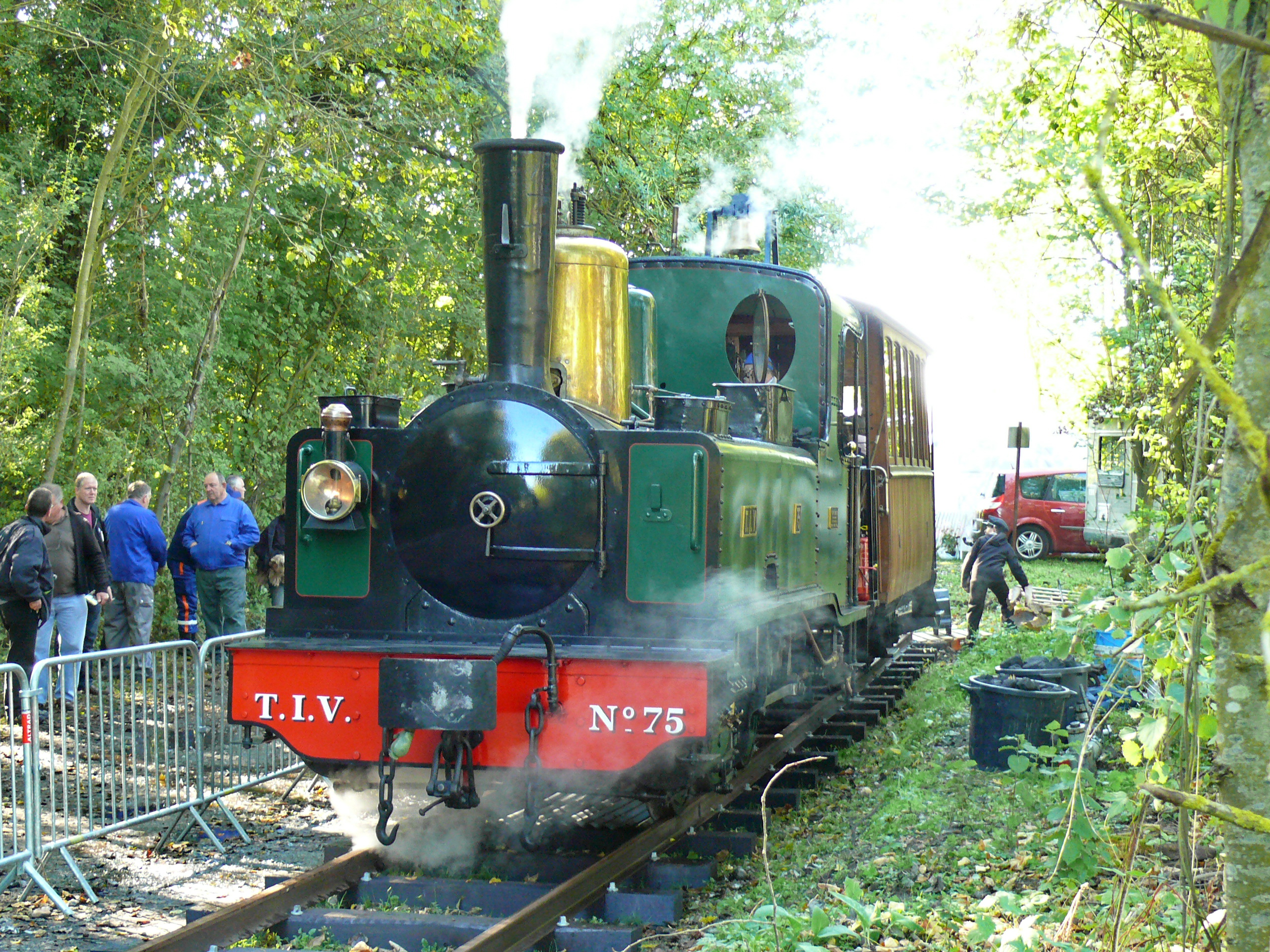
La 030T no 75 sur le futur site du MTVS à Crèvecœur-le-Grand le 15 octobre 2011.

- Locomotive à vapeur Corpet-Louvet 030T no 75 (1909) propriété de la FACS et restaurée par le MTVS  Classé MH (1987)[14] ;
- autorail Billard n°AM20, transformé en remorque n°R5, de 1938, préservé par le MTVS ;
- voitures B 34  Classé MH (1994)[15], B 37  Classé MH (1983)[16] et B 73  Classé MH (1993)[17], préservées par le MTVS ;
- Voitures (2 unités) préservées par l'Association pour la Préservation et l'Entretien du Matériel à Voie Etroite.
- wagon couvert à essieux (Carel et Fouché) n°K 113, de 1905, préservés par le MTVS[18].